# High School Musical: A musical: A sorozat
A High School Musical: A musical: A sorozat (eredeti cím: High School Musical: The Musical: The Series) 2019-től futó amerikai musical sorozat, amelyet Tim Federle készített Szerelmes hangjegyek alapján a Disney+ számára. A főbb szerepekben Joshua Bassett, Olivia Rodrigo, Matt Cornett, Kate Reinders és Julia Lester láthatóak.
A sorozat 2019. november 12-én mutatták be Amerikában, Magyarországon 2022. június 14-én mutatta be a Disney+.

## Ismertető
A sorozat abban az iskolában játszódik, ahol annak idején a Szerelmes Hangjegyeket vagyis a High School Musicalt forgatták.  A történet szerint az iskolába új drámatanár érkezik, és elhatározza, hogy a diákokkal együtt színpadra állítja a High School Musical The Musicalt vagyis a Szerelmes Hangjegyek musical változatát. A színfalakon kívül pedig a diákok szövevényes életébe kaphatunk belepillantást, sok szerelemmel, kalandokkal és még annál is több énekléssel.
A következő évben A szépség és a szörnyeteg darabját viszik a színpadra. Miss Jenn ezzel akar megnyerni egy rangos versenyt. 
A harmadik évad egy nyári táborban játszódik, ahol a Jégvarázs című produkció színpadra állítására készülnek.

## Szereplők

### Főszereplők
| Szereplő                    | Színész           | Magyar hang       |
| --------------------------- | ----------------- | ----------------- |
| Nina "Nini" Salazar-Roberts | Olivia Rodrigo    | Györke Laura      |
| Richard “Ricky” Bowen       | Joshua Bassett    | Nagy Gereben      |
| E.J. Caswell                | Matt Cornett      | Tóth Márk         |
| Gina Porter                 | Sofia Wylie       | Szűcs Anna Viola  |
| Big Red                     | Larry Saperstein  | Berecz Uwe        |
| Ashlyn Caswell              | Julia Lester      | Mayer Szonja      |
| Kourtney Greene             | Dara Renee        | Nagy Blanka       |
| Carlos Rodriguez            | Frankie Rodriguez | Boldog Gábor      |
| Mr. Benjamin Mazzara        | Mark St. Cyr      | Varga Gábor       |
| Miss Jenn                   | Kate Reinders     | Sipos Eszter Anna |
| Seb Matthew-Smith           | Joe Serafini      | Baráth István     |
| Maddox                      | Saylor Bell Curda | Laudon Andrea     |
| Jet                         | Adrian Lyles      | Pál Dániel Máté   |
| Emmy                        | Liamani Segura    | Hegedűs Johanna   |

### Mellékszereplők
| Szereplő           | Színész              | Magyar hang    |
| ------------------ | -------------------- | -------------- |
| Natalie Bagley     | Alexis Nelis         | N/A            |
| Carol              | Nicole Sullivan      | Orosz Anna     |
| Dana               | Michelle Noh         | N/A            |
| Malou              | Jeanne Sakata        | Réti Szilvia   |
| Mike Bowen         | Alex Quijano         | Czvetkó Sándor |
| Gutierrez igazgató | Valente Rodriguez    | Kapácsy Miklós |
| Lynne Bowen        | Beth Lacke           | N/A            |
| Kaycee Stroh       | Kaycee Stroh         | N/A            |
| Michelle Greene    | Kimberly Brooks      | Kocsis Mariann |
| Dewey Wood         | Jason Earles         | Sótonyi Gábor  |
| Corbin Bleu        | Corbin Bleu          | Czető Roland   |
| Val                | Meg Donnelly         | Csifó Dorina   |
| Lucas Grabeel      | Lucas Grabeel        | Borbíró András |
| Jamie Porter       | Jordan Fisher        | Penke Bence    |
| Marvin             | Jesse Tyler Ferguson | Fekete Zoltán  |

### Magyar változat
- Magyar szöveg: Boros Karina
- Hangmérnök: Salgai Róbert
- Vágó: Kránitz Bence
- Szinkronrendező: Molnár Ilona

A szinkront az SDI Media Hungary készítette.

## Évad áttekintés
| Évad | Évad      | Epizódok | Eredeti sugárzás   | Eredeti sugárzás     | Magyar sugárzás    | Magyar sugárzás      |
| Évad | Évad      | Epizódok | Évadpremier        | Évadfinálé           | Évadpremier        | Évadfinálé           |
| ---- | --------- | -------- | ------------------ | -------------------- | ------------------ | -------------------- |
|      | 1         | 10       | 2019. november 12. | 2020. január 10.     | 2022. június 14.   | 2022. június 14.     |
|      | Speciális | 2        | 2019. december 14. | 2020. december 11.   | 2022. június 14.   | 2022. június 14.     |
|      | 2         | 12       | 2021. május 14.    | 2021. július 30.     | 2022. június 14.   | 2022. június 14.     |
|      | 3         | 8        | 2022. július 27.   | 2022. szeptember 14. | 2022. július 27.   | 2022. szeptember 14. |
|      | 4         | 8        | 2023. augusztus 9. | 2023. augusztus 9.   | 2023. augusztus 9. | 2023. augusztus 9.   |

## Epizódok

### 1. évad (2019-2020)
| Sor. | Év. | Cím                                    | Rendező                             | Író                       | Premier                             |
| --- | --- | -------------------------------------- | ----------------------------------- | ------------------------- | ----------------------------------- |
| 1. | 1.  | A meghallgatások (The Auditions)       | Tamra Davis                         | Tim Federle               | 2019. november 12. 2022. június 14. |
| Ricky az új tanévre visszatér az iskolába, hogy felfedezze, hogy egykori barátnője, Nini most E. J.-vel jár, akivel a nyáron egy színjátszó táborban ismerkedett meg. Az East High új drámatanáraként töltött első napján Miss Jenn bejelenti, hogy az iskola a High School Musical: A musical című darabot fogja színpadra állítani. Mr. Mazzara, az East High tanára figyelmezteti Miss Jennt, hogy a munka során profi módon kell viselkednie. Nini ihletet kap, hogy jelentkezzen a musical meghallgatására, miután jellemzően kórustagként vett részt benne; Ricky pedig úgy dönt, hogy jelentkezik a meghallgatásra, hogy megpróbálja lenyűgözni Ninit és újraéleszteni a kapcsolatukat. Nini megismerkedik Gina-val, aki megfélemlíti őt a tánctudásával. Nini bátran jelentkezik Gabriella szerepére a "Start of Something New" című dal eléneklésével, míg Ricky Troy szerepére jelentkezik azzal, hogy elénekli azt a dalt, amit Nini korábban szerelmi vallomásként írt neki; az "I Think I Kinda, You Know" című dalt. Nini feldúltan szembesíti Rickyt, mielőtt a szereposztási listát közzéteszik, és kiderül, hogy Ricky és Nini kapta Troy, illetve Gabriella főszerepét.                                                                      |     |                                        |                                     |                           |                                     |
| 2. | 2.  | Az átolvasás (The Read-Thru)           | Tamra Davis                         | Oliver Goldstick          | 2019. november 15. 2022. június 14. |
| Miss Jenn a musical próbáit a forgatókönyv átolvasásával kezdi. Nini megpróbálja elkerülni Rickyt, mivel nem hatja meg, hogy a férfi azért jelentkezett a meghallgatásra, hogy közelebb kerüljön hozzá, nem pedig a produkció érdekében. Nini kritizálja Rickyt, amiért nem veszi komolyan a produkciót, ami arra készteti, hogy a kilépést fontolgassa. Gina azonban meggyőzi Rickyt, hogy folytassa a részvételt abban a reményben, hogy romantikus próbálkozásai miatt Nini kilép, és így ő veheti át Gabriella szerepét. Ez visszafelé sül el, amikor Ninit lenyűgözi Ricky újdonsült igyekezete, hogy gyakorolja a tánctudást. E. J. féltékeny arra, hogy Ricky megkapta Troy szerepét, és miután gyanítja, hogy Ricky a háta mögött üzengetett Nininek, azt tervezi, hogy ellopja Nini telefonját, és ellenőrzi az üzeneteit. EJ meggyőzi az unokatestvérét, Ashlynt, hogy lopja el Nini telefonját E. J. nevében, és szövetséget ajánl; hogy segítsen neki eltávolítani Rickyt a musicalből, hogy ő játszhassa Troyt Ninivel szemben. Eközben Miss Jenn megszerzi az eredeti film egyik kellékét, Gabriella telefonját. |     |                                        |                                     |                           |                                     |
| 3. | 3.  | The Wonderstudies (The Wonderstudies)  | Tamra Davis                         | Zach Dodes                | 2019. november 22. 2022. június 14. |
| Nini telefonja birtokában E. J. meghallgat egy szívhez szóló hangüzenetet, amelyet Ricky hagy neki, majd törli azt; mielőtt bűntudatból beadja a telefont a talált tárgyak osztályának. Nini késve érkezik a próbára, miután Gina átütemezi a foglalkozást, tudván, hogy Nini nem kapja meg az üzenetet. Nini megfélemlítettnek érzi magát, amikor Gina egy bonyolult táncos rutint koreografál, és bosszúból ellopja néhány holmiját, mivel azt hiszi, hogy Gina ellopta a telefonját. E. J. meggyőzi Ninit, hogy adja vissza a tárgyakat, és ír neki egy dalt, az "A Billion Sorrys" címűt, amikor rájön, hogy be kell vallania a saját tetteit. Miután E. J. célozgat arra, hogy meghallgatta a hangpostát, Ricky véletlenül elárulja Nininek, hogy E. J. ellopta a telefonját. Eközben Mr. Mazzara szembesíti Miss Jennt a kelléktelefon miatt, amit megszerzett; megtalálja a vásárlásról szóló online blokkot, miután azt állította, hogy az eredeti film szereplőitől kapta ajándékba. Mr. Mazzara megdorgálja Miss Jennt, amikor rájön, hogy csak statiszta volt a filmben, és azt sugallja, hogy az iskolában betöltött állását a hamis állítás alapján ítélték oda, hogy nagyobb szerepet kapott. Nyomást gyakorol rá, hogy tájékoztassa a diákokat. |     |                                        |                                     |                           |                                     |
| 4. | 4.  | Blokkolás (Blocking)                   | Chad Lowe                           | Margee Magee              | 2019. november 29. 2022. június 14. |
| Nini szembesíti E. J.-t a telefonja ellopásával; a férfi kifejezi meggyőződését, hogy még mindig érez valamit Ricky iránt. A pár összeveszik a próba előtt, aminek eredményeképpen a pár egy feszült előadásában énekli el a "What I've Been Looking For"-t, E. J. pedig beugrik a beugró szerepébe. Miss Jenn helyteleníti, hogy a szereplők nem veszik komolyan a próbákat, és arra kéri a diákokat, hogy oldják meg a személyes problémáikat. E. J. megpróbál bocsánatot kérni, de Nini letiltja a telefonszámát, és úgy dönt, hogy szakít vele. Ricky édesanyja hazatér, és elárulja, hogy ő és az apja külön válnak, és Chicagóba költözik. Rickyt érezhetően bántja a hír, és azt tervezi, hogy legjobb barátjánál, Big Rednél tölti az éjszakát, mielőtt átköltözik Nini házába, miután beszélt az anyjával, Carollal. Nini megvigasztalja Rickyt, és kettejükkel romantikus pillanatot töltenek el, mielőtt a nő rájön, hogy a férfi elhagyta a házat. Nini a "All I Want" című dal megírásával siratja el kapcsolatának elvesztését és a Ricky iránt újra felbukkanó érzéseit. Eközben Gina új tervet eszel ki, hogy magának követelje a főszerepet, és meggyőzi E. J.-t, hogy legyen a partnere a közelgő bálon.                                     |     |                                        |                                     |                           |                                     |
| 5. | 5.  | Hazatérés (Homecoming)                 | Joanna Kerns                        | Tim Federle               | 2019. december 6. 2022. június 14.  |
| Nini úgy dönt, hogy kihagyja a bált, és Kourtneyval és Miss Jennel tölti az éjszakát, hogy ne kelljen túl sokat gondolkodnia a nemrég történt szakításán. Miss Jenn megpróbálja újra a produkcióra összpontosítani Ninit, és egy karaoke-szalonban arra bátorítja, hogy bízzon jobban magában. Miss Jenn az éjszaka folyamán találkozik Ricky apjával, Mike-kal, és romantikus kapcsolat szövődik kettejük között. Carlos, a drámaklub koreográfusa segít Sebnek, aki Sharpayt fogja játszani, és a pár megbeszéli, hogy együtt vesznek részt a közelgő táncesten. Bár Carlos eleinte elkeseredik, amikor úgy tűnik, hogy Seb felültette őt, kettejük kapcsolata akkor kezdődik, amikor Seb csupán késve érkezik. Gina E. J.-t viszi magával a táncra, abban a reményben, hogy a nem kívánt dráma miatt Nini kénytelen lesz kilépni a szerepéből, és elcsügged, amikor a terv nem válik be. Ricky leszidja Ginát, amiért kihasználta E. J.-t, és miután bocsánatot kér, hazaviszi a lányt, és a pár összebarátkozik. Miss Jenn ellenőrzi a telefonját, hogy nem fogadott hívásokat és üzeneteket találjon Gutierrez igazgatótól, aki sürgős találkozót szervez, mivel elhanyagolta a bálon való kísérői feladatát.                                             |     |                                        |                                     |                           |                                     |
| 6. | 6.  | Milyen csapat? (What Team?)            | Kimberly McCullough és Joanna Kerns | Oliver Goldstick          | 2019. december 13. 2022. június 14. |
| Miss Jennt határozatlan időre felfüggesztik állásából, miután Gutierrez igazgató rájött, hogy a jelentkezési eljárás során hazudott a tanítási tapasztalatáról és a megbízóleveléről. Carlos kénytelen helyettesíteni Miss Jenn rendezői feladatait, és amikor a nyomás elviselhetetlenné válik, közli a hírt a színészekkel. A diákok megbeszélik, hogy Miss Jenn milyen pozitív hatással volt az iskolai életükre, és úgy döntenek, hogy kiállnak mellette. Összefognak, hogy színpadra állítsák és elpróbálják az "Truth, Justice and Songs in Our Key" című dal előadását az iskolaszék ülésén, hogy meggyőzzék a testületet Miss Jenn további alkalmazásáról. Az előadás sikeresnek bizonyul, és Miss Jennt visszahelyezik. Az ülésen Miss Jenn megtudja, hogy Mike Ricky apja. Eközben Nini féltékeny lesz Ricky és Gina újdonsült barátságára, amikor szemtanúja lesz annak, hogy Ricky a "When There Was Me and You" akusztikus verzióját énekli neki. E. J. úgy dönt, hogy megtisztítja a lelkiismeretét azzal, hogy bevallja a titkait és hazugságait Nininek. |     |                                        |                                     |                           |                                     |
| 7. | 7.  | Hálaadás (Thanksgiving)                | Kimberly McCullough                 | Ann Kim                   | 2019. december 20. 2022. június 14. |
| A hálaadás ünnepének szünetében Ashlyn, E. J. unokatestvére partit szervez a színészhallgatóknak. Ricky felhívja az édesanyját, és megtudja, hogy új kapcsolatban él egy másik férfival, Gina pedig a saját családja küzdelmei alapján együtt érez Rickyvel. Nini igyekszik kapcsolatot teremteni Ginával a partin, mielőtt Gina anyja felhívná, hogy közölje vele, hogy áthelyezték a munkahelyét, és újra költözni fognak. Big Red kötődik Ashlynhez, miután megtudja, hogy a lány a robotikai csapat társ-kapitánya. Ashlyn arra bátorítja Ninit, hogy inkább magáról írjon dalt, mint a kapcsolatairól, aminek hatására megkomponálja a "Out of the Old" című dalt, és fontolóra veszi, hogy jelentkezzen egy denveri székhelyű előadóművészeti iskolába. E. J. felfedezi, hogy elvesztette a közösségi médiás követőinek jelentős részét, miután továbbra is bevallja erkölcstelen viselkedését. Eközben Miss Jenn és Mr. Mazzara váratlanul találkoznak az iskolában az éjszaka folyamán, hogy a tanórán kívüli projektjeiken dolgozzanak. A páros segíti egymást a próbálkozásokban, és az éjszaka hátralévő részét együtt töltik az iskolában. Elalszanak egy filmet nézve, miközben a műhelyben szikrázik a konnektor.                                |     |                                        |                                     |                           |                                     |
| 8. | 8.  | A technikai próba (The Tech Rehearsal) | Joanna Kerns                        | Natalia Castells-Esquivel | 2019. december 27. 2022. június 14. |
| A színészek megtudják, hogy az ünnepek alatt tűz ütött ki az East High színháztermében, így nem tudnak próbálni. Carlos elintézi, hogy a produkciót a belvárosi, elhagyatott El Rey Színházban rendezzék meg. Miss Jenn technikai próbát vezet, de egy kellemetlen emlék miatt vonakodik a színházban dolgozni, ami az eredeti filmbemutatóval kapcsolatos, ahol rájött, hogy az ő szövegét kivágták a filmből. E. J. birtokába jut Miss Jenn személyes szereposztási jegyzetei, és megdöbbenve értesül arról, hogy a színésznő úgy vélte, nem tud kapcsolódni a darab érzelmi anyagához. Nini és Ricky négyszemközt próbálnak egy közös jelenetet, és újra felfedezik romantikus kapcsolatukat, miközben felidézik barátságukat. Miss Jenn a próba során fedezi fel Kourtney éneklési képességeit, mielőtt Kourtney felhívná azt az előadóművészeti iskolát, amely iránt Nini érdeklődött. Miután kábult állapotban eszméletét veszti, Miss Jenn arról álmodik, hogy Lucas Grabeel-lel együtt adja elő a "Role of a Lifetime" című dalt, ami később arra inspirálja, hogy visszairányítsa a produkciót az East Highba. |     |                                        |                                     |                           |                                     |
| 9. | 9.  | Nyitóest (Opening Night)               | Kabir Akhtar                        | Oliver Goldstick          | 2020. január 3. 2022. június 14.    |
| A produkció premierjén E. J. a második felvonásra Troy szerepébe bújik. Nyolc órával korábban a színészhallgatók az első előadásra készülnek. Miss Jenn biztosítja az East High tornatermét az előadás helyszínéül, és megkéri Mazzara urat, hogy segítsen Big Rednek a technikai felszereléssel. Ricky ír egy dalt Nininek, a "Just for a Moment" címűt, míg Nini ajándékot készít Rickynek; de a páros vonakodik megosztani ezeket egymással. Miss Jenn megkéri Kourtney-t, hogy játssza el Taylort Gina helyett, aki már elköltözött. Kourtney megkönnyebbül, amikor Gina váratlanul megérkezik a műsor közepén, hogy a "Stick to the Status Quo" táncos szünetére újra átvegye a szerepét. Nini izgatottan értesül arról, hogy Kourtney meghívta az előadóművészeti iskola dékánját, hogy megnézze az előadást, de a nyomás miatt megijed. Ricky örül, hogy a szülei is részt vesznek az előadáson, de ideges lesz, amikor Lynne új partnere megérkezik a "Get'cha Head in the Game" szólója közben. Ricky elcsüggedve könyörög E. J.-nek, hogy fejezze be helyette az előadást. |     |                                        |                                     |                           |                                     |
| 10. | 10. | Második felvonás (Act Two)             | Kabir Akhtar                        | Tim Federle               | 2020. január 10. 2022. június 14.   |
| E. J. elkezdi játszani Troy szerepét a második felvonásban, miközben Ricky szembesíti az anyját azzal, hogy új partnerét, Toddot hozza magával a műsorba. Gina arra bátorítja Rickyt, hogy legalább nézze meg a produkció hátralévő részét, de amikor már bent van, szemtanúja lesz, ahogy E. J. félreáll a szerepéből a "Breaking Free" alatt, hogy Nini és Ricky együtt fejezhessék be az előadást. Gina megköszöni E. J.-nek, hogy megvásárolta a repülőjegyet, ami lehetővé tette számára a visszatérést. Mr. Mazzara megdöbbenve látja Big Red technikai képességeit, és meghívja őt a robotika klubba. Nini feldúlt, amikor az előadóművészeti iskola dékánja az előadás közepén távozik. Az előadás után Ricky megvigasztalja Ninit, mielőtt szerelmet vallana neki, és a pár megcsókolja egymást. Ricky bevallja, hogy kezdetben félt kifejezni az érzéseit. Ashlyn egy csokor virágot kap Big Redtől, és a pár később csókolózik. Gutierrez igazgató szembesíti Miss Jennt és Mr Mazzarát, mivel tisztában van vele, hogy ők okozták az iskolai tüzet. Nini meglepődve látja, hogy a dékán visszatér a műsor után. Gratulál Nininek az előadáshoz, és felajánl neki egy helyet az előadóművészeti iskolában, amely egy hónap múlva kezdődik.          |     |                                        |                                     |                           |                                     |

### 2. évad (2021)
| Sor. | Év. | Cím                                | Rendező                             | Író                       | Premier                           |
| --- | --- | ---------------------------------- | ----------------------------------- | ------------------------- | --------------------------------- |
| 11. | 1.  | Szilveszter (New Year's Eve)       | Kimberly McCullough                 | Tim Federle               | 2021. május 14. 2022. június 14.  |
| Az East High színházi diákjai a "Something in the Air" című előadással ünneplik az ünnepi szünet kezdetét. Miss Jenn felügyeli az iskolaszínház színpadának felújítását, miközben a következő produkciójukat tervezik; a High School Musical 2-t. Találkozik középiskolai barátjával és egykori színpadi riválisával, Zack Roy-jal, aki visszatért a rivális North High iskolába, hogy az iskola dráma tagozatát vezesse A kis hableány című előadásukban, abban a reményben, hogy megnyerik a középiskolai színházi produkcióknak járó Alan Menken-díjat. Miss Jenn megfélemlítve úgy dönt, hogy az East High tavaszi musicaljét a Szépség és a szörnyetegre cseréli le, hogy felvegye a versenyt riválisával. Az Ashlyn házában tartott szilveszteri buli során bejelenti a változtatást, és elárulja, hogy benevezte a csoportot a versenyre. Ricky nehezen viseli a hírt, hogy az apja kisebb házba költözik. Miután Ricky elhallgatta a hírt, hogy felvették az előadóművészeti iskolába, Nini hirtelen elárulja neki, hogy Denverbe fog költözni. |     |                                    |                                     |                           |                                   |
| 12. | 2.  | Beskatulyázva (Typecasting)        | Kimberly McCullough                 | Ann Kim                   | 2021. május 21. 2022. június 14.  |
| A drámatagozatos diákok felkészülnek az új musical meghallgatására, a "Belle" című dallal. Ricky Nini hirtelen távozása miatt vonakodik részt venni a produkcióban, de Miss Jenn elismeri elkötelezettségét, és neki ítéli a Szörnyeteg főszerepét. Ashlyn beletörődik abba a meggyőződésbe, hogy korábbi szerepe alapján típusszerepet kap, de meglepődve tapasztalja, hogy elnyerte Belle szerepét. Két héttel a távozása után Nini elkezdi elszigetelve érezni magát a denveri előadóművészeti iskolában. Megpróbál egy klasszikus színészi jelenetet kortárs nyelvezettel feldobni, de tanárai nem hatódnak meg tőle, és arra kérik, hogy kövesse az iskola szigorú irányelveit. Az East Highban az új diák, Lily megpróbál összebarátkozni a színészekkel, de a drámatagozatosok megsértődnek a meghallgatáson tanúsított modortalan és nagyképű magatartásán. Miss Jenn elutasítja, hogy szerepet ajánljon Lilynek az előadásban, ami arra készteti, hogy felvegye a kapcsolatot az North High drámaosztályával. |     |                                    |                                     |                           |                                   |
| 13. | 3.  | Valentin nap (Valentine's Day)     | Paul Hoen                           | Zach Dodes                | 2021. május 28 2022. június 14.   |
| Nini rövid időre hazautazik Salt Lake-be, hogy meglepje Rickyt Valentin-nap alkalmából, nem tudván, hogy a férfi Denverbe utazott, hogy őt is meglepje. A férfi később visszatér, és a pár telefonhívásokon keresztül tartja a kapcsolatot, azonban Nini látogatása alatt nem sikerül időpontot találniuk arra, hogy személyesen is találkozzanak. Gina kezdi hiányolni távollévő édesanyja hagyományos Valentin-napi ajándékát, és Rickyvel való beszélgetésben talál vigaszt. Kourtney a Big Red családi pizzéria helyettes vezetőjeként kezd el dolgozni, és küzd, hogy elnyerje a régóta dolgozó Howie tiszteletét. Megkezdődnek a szépség és a zzörnyeteg próbái, és Ashlyn aggódik, hogy nem felel meg Belle bevett külsejének. Big Red megnyugtatja őt, és látványos meglepetést tervez neki az ünnepre. Carlos és Seb is megünneplik első közös Valentin-napjukat. Lily elárulja Miss Jennnek, hogy átiratkozik a North Highba, hogy részt vegyen a musicaljükben. |     |                                    |                                     |                           |                                   |
| 14. | 4.  | A vihar (The Storm)                | Paul Hoen                           | Ritza Bloom               | 2021. június 4. 2022. június 14.  |
| A diákok kénytelenek az East High-ban menedéket keresni egy heves vihar idején, amely áramszünetet okoz az iskolában. A próbák folytatódnak, és Carlos és Gina azon veszekszik, hogy ki tudja jobban megkoreografálni a "Be Our Guest" című számot. Végül rájönnek, hogy hasonlítanak egymásra, és megegyeznek, hogy kompromisszumot kötnek. Nini visszatér az East Highba, hogy elbúcsúzzon a drámaklubtól, és megtudja, hogy E. J.-t elutasították a Duke Egyetemről. Mazzara úr azzal vigasztalja E. J.-t, hogy elmeséli a Caltechről való visszautasításának történetét. Miss Jenn felajánlja, hogy elviszi Ninit a buszmegállóba, de a páros elakad a vihar okozta hóban. Nini bevallja Miss Jennnek, hogy az előadóművészeti iskolában töltött ideje nem volt ideális; úgy érzi, hogy megfullad. Miss Jenn megnyugtatja Ninit, hogy az álmok változhatnak, mint amikor ő is feladta álmát, hogy a Broadwayn lépjen fel a tanításért. Nini elbúcsúzik Rickytől a buszmegállóban, és nehezen indul el újra. Miss Jenn kellemesen meglepődik, amikor megtudja, hogy Nini nem szállt fel a buszra, és hogy végleg visszatér az East Highba. |     |                                    |                                     |                           |                                   |
| 15. | 5.  | A Quinceañero (The Quinceañero)    | Kimberly McCullough                 | Emilia Serrano            | 2021. június 11. 2022. június 14. |
| Carlos 16. születésnapja alkalmából a drámatagozatos diákok meglepetés quinceañerót rendeznek neki, ami sosem volt neki. Ricky apja, Mike beleegyezik, hogy Miss Jenn mellett kísérője legyen a partinak, és a lány iránti vonzalma egyre erősödik, ami kínos szóváltáshoz vezet Mr. Mazzarával, aki szintén jelen van, és egyre jobban megkedveli Miss Jennt. Mr. Mazzara E. J. mentora, miközben a páros az est audiovizuális előkészületeit intézi. Seb elénekli Carlosnak a "The Climb"-et, Gina pedig táncot ad elő, hogy megmutassa neki, mennyire inspiráló. Később felhívja az édesanyját, hogy elmondja, készen áll hazatérni. Nini visszatért az East Highba, és figyeli, ahogy a többi szereplő próbál a műsorra. Ricky megpróbálja meggyőzni Miss Jennt, hogy adjon neki szerepet a musicalben, bár Nini azt reméli, hogy a dalszerzésről szőtt álmait folytatja, hogy továbbléphessen a karrierje érdekében. Amikor azonban a North High hirtelen a szépség és a szörnyeteg című produkcióra változtatja a produkciót, hogy tovább szítsa a rivalizálást, Miss Jenn kétségbeesetten egy újító ötletet talál ki, hogy Nini visszatérhessen a színpadra. |     |                                    |                                     |                           |                                   |
| 16. | 6.  | Igen, és (Yes, And...)             | Kimberly McCullough                 | Ilana Wolpert             | 2021. június 18. 2022. június 14. |
| Miután a North High egy online videót tesz közzé a műsoruk reklámozására, Miss Jenn ihletet kap arra, hogy egy improvizatív hétvégén vezesse a szereplőket, hogy elősegítse a csapatösszetartást és a karaktertanulást. Miss Jenn emellett új szerepet kreál Nininek, hogy részt vehessen a Szépség és a szörnyetegben, az elvarázsolt rózsa megszemélyesített változatában; Nini kizárólag az East High előadásához írja meg a "The Rose Song"-ot. Carlos lefilmezi Ninit, amint énekli a dalt, hogy a lány tudta nélkül közzétegye az interneten. Nini segít Kourtney-nak abban, hogy magabiztosságot találjon ahhoz, hogy bevallja a kollégája, Howie iránti érzéseit, amit a férfi viszonoz. Ricky kezdi úgy érezni, hogy a Ninivel való kapcsolata kezd felbomlani, és hogy túlságosan megváltoznak körülötte a dolgok. Kellemetlenségét fejezi ki apja első randevúja miatt Miss Jennel, ami miatt a lány véget vet a kapcsolatuknak. Gina vágyaival ellentétben kénytelen az East High-ban maradni, ami miatt a barátai körében távolságtartónak érzi magát. Kiderül, hogy a múlt félévi musical végén Gina bevallotta Rickynek, hogy viszonzatlan érzéseket táplál iránta. Gina most összezavarodott, és elkezdi megkérdőjelezni az érzelmeit.                          |     |                                    |                                     |                           |                                   |
| 17. | 7.  | A terepkirándulás (The Field Trip) | Paul Hoen                           | Carrie Rosen              | 2021. június 25. 2022. június 14. |
| Miután E. J. és Gina együtt kezdik vezetni az East High reggeli hírműsorát, a páros kötődése egyre erősödik. Kourtney bemutatja a kész Szépség és a szörnyeteg jelmezeket a stábnak, bár a diákok azt gyanítják, hogy valaki a North High-ból ellopta a szörnyeteg maszkját. Ennek következtében beszivárognak ellenfelük iskolájának drámaosztályába, hogy visszaszerezzék a kulcsfontosságú jelmezdarabot. Lily elkapja őket, és kihívja őket egy táncversenyre a "The Mob Song"-ra. Az előadás csúcspontja az lesz, hogy Kourtney megtudja, hogy Howie a North High diákja, és ő fogja játszani a szörnyeteget a produkciójukban, ami miatt Kourtney elárulva érzi magát. Eközben Miss Jenn meglátogatja Zacket, hogy fegyverszünetet kössön az iskolák között, mielőtt rájön, hogy ő volt az, aki ellopta a maszkot. Nini előadása a "The Rose Song"-gal népszerűvé válik az interneten, és Ricky úgy érzi, hogy kimaradt Nini sikeres pillanatából. Lily hatással van Rickyre, hogy elcsüggedjen Nini dala miatt; szembesíti őt aggodalmával a dalszöveg miatt, ami arra utal, hogy Ricky bezárva érzi magát a vele való kapcsolatában. Mivel úgy érzi, hogy nem támogatják, Nini új közösségi médiafiókot nyit, hogy megossza a zenéjét, és felveszi valódi nevét, Ninát. |     |                                    |                                     |                           |                                   |
| 18. | 8.  | Legvalószínűbb (Most Likely To)    | Paul Hoen                           | Nneka Gerstle             | 2021. július 2. 2022. június 14.  |
| E. J. és Big Red a "Gaston" musicalszámot próbálják, mielőtt a színházi diákokat tájékoztatják, hogy a próbákat egy hétre fel kell függeszteni, büntetésként a North High-ban történt birtokháborításért. E. J. apja felszólal a Karriernapon, és elárulja, hogy segített E. J.-nek helyet szerezni a Duke-on. E. J. nem fogadja el az állást, mivel úgy érzi, hogy nem érdemelte ki igazán. Ő és Gina összebarátkoznak, miközben a döntéséről és a jövőre vonatkozó vágyaikról beszélgetnek. Big Red alkalmassági tesztje szerint alkalmas a vendéglátóiparra; bosszantja, hogy Ashlyn kezdetben nem támogatja ezt a törekvését, de később kibékülnek. Kourtney felháborodik azon, hogy Howie titokban tartotta előtte a North High musicalben játszott szerepét. Howie erre úgy reagál, hogy elénekli az If I Can't Love Her című dalt. Mr. Mazzara és Miss Jenn összebarátkoznak, miközben a férfi segít neki felvenni egy meghallgatást egy televíziós reklámfilmhez. Miközben Nini online zenei fiókja egyre népszerűbbé válik, Ricky egyre idegesebb lesz, hogy a pár nem beszél egymással. Összevesznek azon, hogy Ricky nem érti meg Nini ambícióit. A pár szakít, amikor rájönnek, hogy hátráltatják egymást.                                                          |     |                                    |                                     |                           |                                   |
| 19. | 9.  | Tavaszi szünet (Spring Break)      | Brent Geisler                       | Natalia Castells-Esquivel | 2021. július 9. 2022. június 14.  |
| A tavaszi szünetben Miss Jenn videohíváson keresztül tartja a kapcsolatot a színházi diákokkal. Arra bátorítja őket, hogy továbbra is a musicalre koncentráljanak, mielőtt a North High közzétesz egy online videót, amelyben az East High-t rágalmazzák. Nini és Ashlyn ír egy új dalt, a "You Ain't Seen Nothin'" címűt, amit a diákok előadnak és leforgatnak, és válaszul feltöltik. Ricky egy kis időt tölt az édesanyjával Chicagóban, miután szakított Ninivel. Az anyja segít neki feldolgozni az érzéseit és megbékélni a helyzettel. Anyja emlékezteti őt arra, hogy mind ő, mind Nini megváltoztak, és azt javasolja, hogy engedje el Ninit, hogy továbbléphessen. Ez készteti Rickyt arra, hogy megírja a "Let You Go" című dalt, amelyben ezeket az érzéseket tárgyalja. Miközben a Louisianába tartó járatára várakozik, Gina járata késik, és a reptéren ragad. Amíg várakozik, összebarátkozik Jackkel, akinek az apja pilóta. A pár együtt tölt egy kis időt, és bizalmasan megismerik egymást. Jack arra bátorítja Ginát, hogy ne őrizgesse tovább az érzelmeit, és nyissa meg magát egy kapcsolat előtt. Mielőtt elhagyná a repülőteret, Ginát E. J. fogadja, miközben Gina az érzelmeiről elmélkedik.                                                       |     |                                    |                                     |                           |                                   |
| 20. | 10. | Az átalakulás (The Transformation) | Joanna Kerns                        | Jessica Leventhal         | 2021. július 16. 2022. június 14. |
| Két héttel a premier előtt a szörnyeteg átváltozási jelenetének próbái kaotikusnak és felkészületlennek bizonyulnak. Miss Jenn felfedezi, hogy a North High megszerezte az eredeti Broadway-produkció műszaki tervezési leírását, ami arra ösztönzi, hogy átgondolja a jelenetre vonatkozó terveit. A színészhallgatók összefognak, hogy új tervet dolgozzanak ki az átváltozásra. Eközben Seb elbizonytalanodik a kapcsolatában, miután Carlos visszatér a nyaralásból. Ricky segít Carlosnak megírni és előadni egy dalt Sebnek, az "In a Heartbeat" címűt, hogy foglalkozzon az érzéseivel és megszilárdítsa a kapcsolatukat. Gina és E. J. megbeszélnek egy randit. Miután Kourtney megszerezte Howie-tól a technikai terveket, a színészek felállítanak egy színházi kötélzetet, hogy Ricky a levegőben lógjon a színpadon, amikor a szörnyeteg emberré változik. A diákok bemennek a nézőtérre, és felügyelet nélkül megszervezik a drótokat, így emelve Rickyt a levegőbe. Az átváltoztatási jelenet végigjátszása közben a kötél megnyúlik és elszakad, aminek következtében Ricky a földre zuhan. |     |                                    |                                     |                           |                                   |
| 21. | 11. | Műsoridő (Showtime)                | Joanna Kerns                        | Zach Dodes                | 2021. július 23. 2022. június 14. |
| A produkció premierjén Ricky és Ashlyn a próbák során elszenvedett esés következtében megsérült csuklóval készülnek a fellépésre, miközben Nini gratulációs üzeneteket osztogat a színészeknek. A helyi színházi verseny képviselője is jelen van, hogy zsűrizze az előadást, ami Miss Jenn kisasszonyt stresszbe hozza az előadás miatt. A "Be Our Guest" című előadás alatt Miss Jenn utasítja a stábot, hogy állítsák reflektorfénybe a bírót; a szereplők később előadják a "Something There" című darabot. Carlos és Big Red lámpalázban szenved. Kourtney-t Howie üdvözli a színfalak mögött, aki furcsán nyugtalan. E. J. és Gina az első randit tervezik. Gina bátyja, Jamie is részt vesz az előadáson, és gratulál neki a színfalak mögött; véletlenül azt mondja E. J.-nek, hogy ő tölti be a "bátyja" szerepét Gina számára, ami zavarba hozza és csalódottá teszi. Lily közeledik Rickyhez a színfalak mögött, és a páros összebarátkozik, ami arra készteti a férfit, hogy fontolóra vegye a barátságot vele. Az átváltoztatási jelenethez közeledve Ricky kötélzete a kötélrendszerhez eltűnik. A diákok egy alternatív terv szerint térnek vissza a színpadra, mivel Lily a nézőtéren ül az ellopott hámmal.                                                    |     |                                    |                                     |                           |                                   |
| 22. | 12. | Második esély (Second Chances)     | Kimberly McCullough és Joanna Kerns | Zach Dodes és Tim Federle | 2021. július 30. 2022. június 14. |
| Az előadás véget ér, és Big Red meglepi Ashlynt egy ajándékkal, egy táblával, amelyen a neve van feliratozva. Howie-t lenyűgözi a lány teljesítménye és megkörnyékezi Kourtney-t, és a pár elhatározza, hogy folytatják a kapcsolatukat. Nini és Ricky kibékítik a barátságukat azzal, hogy felolvassák egymásnak a gratuláló kártyákat. Miss Jenn a színházi verseny sikerében reménykedik, mire a diákok úgy döntenek, hogy nem szeretnék megtudni előadásuk eredményét. Végül úgy döntenek, hogy lemondanak a versenyen való részvételről. Gina elintézi, hogy Nini felvegye a kapcsolatot Jamie-vel, hogy segítsen beindítani a zenei karrierjét. Mr. Mazzarának E. J. apja ajánlására helyet ajánlanak a Caltech robotikai programjában. Ricky áldását adja Miss Jennre, hogy folytassa a kapcsolatot az apjával, mielőtt Mr Mazzara is bevallja az érzéseit a lány iránt. Ricky úgy dönt, hogy ad Lilynek egy második esélyt, és felkeresi őt. Jamie megjegyzéseitől elkeseredve E. J. lemondja a randevút Ginával. Ashlyn kijavítja a félreértést, és Gina és E. J. elindulnak, hogy először csókolózzanak. |     |                                    |                                     |                           |                                   |

### 3. évad (2022)
| Sor. | Év. | Cím                                                                   | Rendező             | Író                       | Premier              |
| --- | --- | --------------------------------------------------------------------- | ------------------- | ------------------------- | -------------------- |
| 23. | 1.  | Nyári tábor (Happy Campers)                                           | Kimberly McCullough | Zach Dodes                | 2022. július 27.     |
| Gina, E. J., Ashlyn, Kourtney és Carlos Kaliforniába érkezik, hogy két hétig a Sekély-tó táborban töltsék a nyarat, és izgatottan várják, hogy kiderüljön, ki lesz a titokzatos híresség, aki részt vesz a táborban. A barátok találkoznak Maddoxszal, a kiképzőtábor egyik tanácsosával, és Jet-tel, a tábor titokzatos új jövevényével. Gina és E. J. randiznak, és Ginának ambíciói vannak, hogy meghallgatásra jelentkezzen a tábori musical főszerepére, amelyről kiderül, hogy a Jégvarázs lesz. Corbin Bleu sztárvendégként jelenik meg a táborban, hogy bejelentse, tervezi, hogy a próbafolyamatot filmre veszi egy dokumentumfilm-sorozat elkészítéséhez, amelynek ő lesz a házigazdája. Amikor a tábor igazgatója, Dewey Wood rájön, hogy nem Corbin lesz a musical rendezője, E. J.-t toborozza a szerep betöltésére. Ricky Lilynél tölti az idejét, de miután felfedezi a nála lévő lopott hámot, visszautasítja a családdal való kirándulást, és úgy dönt, hogy a barátaival együtt vesz részt a táborban. Gina és E. J. megdöbbennek, amikor Ricky megérkezik a tábor első éjszakáján. Eközben Nini találkozik Miss Jennel, hogy ihletet keressen a dalszerzéshez, mielőtt anyáival autós kirándulásra indul Dél-Kaliforniába.                                                  |     |                                                                       |                     |                           |                      |
| 24. | 2.  | Messze hívó szó (Into the Unknown)                                    | Kimberly McCullough | Ilana Wolpert             | 2022. augusztus 3.   |
| A táborlakók a musical meghallgatására készülnek; Gina elindul, hogy nevet szerezzen magának, de Kourtney és Ashlyn attól tart, hogy visszatért önhitt szokásaihoz. A lányok megbeszélik Maddoxról szerzett első benyomásaikat is, és úgy érzik, mintha több lenne benne, mint amit tudnak. Gina megpróbál alkalmazkodni Ricky táborba érkezéséhez, és a páros megegyezik, hogy újrakezdik a barátságukat. Gina féltékeny lesz E. J. barátságára is, amit egy volt táborozóval, Val-lal köt, aki a musical koreográfusa lesz. Val átveszi E. J. feladatát a casting meghallgatásokon, miközben E. J. megbékél új felelősségével. Ricky kapcsolatot teremt Jettel, és felfedezi, hogy már nem énekel; Jet azonban énekel a meghallgatáson, és maradandó benyomást tesz rá. Carlos belenéz a szereposztási listába, és megdöbben a felfedezésétől. Eközben Nini anyjai elintézik, hogy találkozzon a család barátjával, Marvinnal, akiről kiderül, hogy a biológiai apja. Nini megtudja, hogy az édesanyja és Marvin fiatalkorukban együtt énekeltek egy slágert, ami arra inspirálja, hogy elénekelje a "You Never Know" című dalt. |     |                                                                       |                     |                           |                      |
| 25. | 3.  | A nő az erdőben (The Woman In The Woods)                              | Angela Tortu        | Natalia Castells-Esquivel | 2022. augusztus 10.  |
| Felkerült a Jégvarázs szereplőlistája, amelyből kiderül, hogy Gina Anna, Kourtney Elsa és Ricky Kristoff főszerepét játssza. E. J. megdöbbenve tapasztalja, hogy Val a rendezői szerepek mellett Sven, a rénszarvas szerepére is őt jelölte. A rendezői feladatokat megterhelőnek találja, és kezd eltávolodni a barátaitól. Maddox elviszi a csoportot egy éjszakai kempingezés hagyományára, hogy beavassa az új résztvevőket. E. J. vezeti a "Ballad of Susan Fine" című tábori dalt, Maddox pedig egy szellemtörténetet mesél, de nehezen nyeri el mindenki figyelmét, mivel Jet minden egyes mondatából viccet csinál. Maddox és Jet összecsapnak, és kiderül, hogy testvérek. Miközben egy expedíció során a tábori legendát kutatják, Ricky és Gina összebarátkoznak. Ashlyn megbarátkozik azzal, hogy a főszerep helyett a tömegben kapott szerepet; elkezdi megkérdőjelezni az identitását, és ír egy dalt "Rising" címmel. |     |                                                                       |                     |                           |                      |
| 26. | 4.  | Csak semmi pánik (No Drama)                                           | Angela Tortu        | Nneka Gerstle             | 2022. augusztus 17.  |
| E. J. igyekszik biztosítani, hogy Corbin Bleu legutóbbi látogatása ne járjon drámával, miközben a stáb elkezdi filmezni a próbafolyamatot. Az első olvasópróbára sor kerül, és Channing rábeszéli Corbint, hogy a dokumentumfilm kedvéért teremtsen drámát a táborozók között. Jet nem jelenik meg, és kiderül, hogy elhagyta a tábort; később visszatér, és Val arra biztatja, hogy bizonyítsa be, hogy pótolhatatlan. A dokumentumfilm stábja megszervezi a "Love Is an Open Door" című dal előadását, és bár Ricky alig várja, hogy Ginával énekelhessen, E. J. beugrik Hans szerepébe. Gina édesanyja telefonál, hogy közli, visszaköltözik Salt Lake Citybe, míg E. J. levelet kap az apjától, aki azt tervezi, hogy a fiú St. Louisban fog iskolába járni. E. J. megbízik Valban a levélről, miután észreveszi a kapcsolatot Ricky és Gina között; a stáb úgy dönt, hogy ezt a feszültséget a dokumentumfilm középpontjába állítja. E. J. beleegyezik, hogy drámát teremtsen Corbin számára, ami akkor kezdődik, amikor Gina és Val között szakadás keletkezik a levél kapcsán. Eközben Kourtney felhívja az anyját, hogy megbeszélje az aggodalmait. |     |                                                                       |                     |                           |                      |
| 27. | 5.  | Az igazi táborlakók a Sekély-tónál (The Real Campers of Shallow Lake) | Ann Marie Pace      | Jessica Leventhal         | 2022. augusztus 24.  |
| A táborozók elkezdik alkalmazni a valóságshow-k konvencióit, hogy drámát teremtsenek a produkciójukban, és növeljék a dokumentumfilm vonzerejét Corbin számára. Carlos improvizatív tevékenységekben vezeti a csoportot, hogy fiktív konfliktust rendezzenek a szereplők között. A forgatócsoport azonban megörökíti Gina valódi érzelmeit és aggodalmait E. J. és Val barátságával kapcsolatban. Alex és Emmy az "A Little Bit of You"-t próbálja, majd Gina és Ricky a "What Do You Know About Love?"-t énekli, a szereplők eközben hamis nézeteltéréseket kezdeményeznek. A szereplők közül többen észreveszik Gina és Ricky kapcsolatát, miközben Gina szembesíti E. J.-t azzal, hogy titokban tartja előtte a St. Louisba költözését. Channing elégedett a felvett tartalommal, de a fiktív dráma túlmutat a próbákon és valósággá válik; a csoport végül megtudja, hogy Maddox és Jet testvérek. Maddox beszél Ashlynnel a romantikus érzésekről, amiket Ashlyn gyanúja szerint Val iránt táplál, Kourtney pedig önérzetesen kezd szorongani. Ricky bevallja Carlosnak a Gina iránti érzéseit, de ezt a kamera rögzíti. Jet elénekli a "Right Place" című dalt. E. J. telefonál egyet.                                                                                                   |     |                                                                       |                     |                           |                      |
| 28. | 6.  | Színháború (Color War)                                                | Christine Lakin     | Chandler Turk             | 2022. augusztus 31.  |
| Színháború kezdődik, és a táborozókat két csapatra osztják: a kék csapatra (E. J., Ricky, Ashlyn és Gina), és a sárga csapatra (Maddox, Kourtney, Carlos és Jet). A táborozók egész nap sportjátékokban és atlétikai versenyeken mérkőznek meg egymással. E. J. telefonhívásának eredményeképpen Miss Jenn érkezik a táborba, hogy tippeket adjon neki a Jégvarázs rendezéséhez. Ashlyn továbbra is megkérdőjelezi az érzelmeit, és tanácsot kér Miss Jenntől, később pedig bevallja magának a Val iránti érzéseit. E. J. küzd azért, hogy fenntartsa a kapcsolatát Ginával, miközben Ricky továbbra is kötődik hozzá. Ricky végül segít Ginának megszervezni egy romantikus lánykérést E. J. számára, de a férfi visszautasítja az ajánlatát. A napot az "It's On" című dal eléneklésével zárják, aminek köszönhetően a sárga csapat nyeri a versenyt. Ennek eredményeképpen Maddox és Jet lépéseket tesznek, hogy elkezdjék megoldani konfliktusukat. Ricky úgy dönt, hogy segít Jetnek azzal, hogy tervet készít arra, hogy Maddox újra összejöjjön a barátnőjével, Madisonnal, akivel az előző évi tábori bálon szakított. |     |                                                                       |                     |                           |                      |
| 29. | 7.  | A tábori bál (Camp Prom)                                              | Kimberly McCullough | Zach Dodes                | 2022. szeptember 7.  |
| Megkezdődnek az előkészületek a tábori bálra. Ashlyn úgy dönt, hogy határozottan érez valamit Val iránt, Carlos pedig üdvözli őt az LMBTQ+ közösségben; Seb megérkezik a táborba, hogy Carlosszal együtt részt vegyen a bálon. Jet tervének részeként Madison is megérkezik, és bocsánatot kér, amiért szakított Maddoxszal. Maddox és Jet eléneklik a "Wouldn't Change a Thing"-et a bálon, és megoldják a konfliktusukat. Maddox és Madison megegyeznek abban, hogy újraélesztik a kapcsolatukat, de Maddox új megvilágításban kezdi észrevenni Ashlynt. E. J. a másnapi produkcióra való felkészülés miatt elfelejti az ígéretét, hogy táncolni fog Ginával, ami miatt a lány lehangoltnak érzi magát. Gina úgy véli, hogy E. J. nem tud elköteleződni valami mellett. Végül úgy dönt, hogy a férfi szórakozottsága nyilvánvalóvá tette a nézeteltéréseiket, és úgy dönt, szakít vele. Ricky attól tart, hogy hamarosan nyilvánosságra kerülnek azok a felvételek, amelyeken bevallja Ginának az érzéseit; azt tervezi, hogy elmondja neki, de miután értesül a szakításról, úgy dönt, hogy nem teszi. Kourtney szorongása felerősödik a produkció előtti estén; elénekli a "Here I Come"-t, és erőt merít a folytatáshoz. E. J. felkészül Corbin visszatérésére és az előadás premierjére. |     |                                                                       |                     |                           |                      |
| 30. | 8.  | Legyen hó (Let It Go)                                                 | Kimberly McCullough | Tim Federle               | 2022. szeptember 14. |
| Ricky születésnapja a premier napjára esik; Big Red, Miss Jenn és Nini érkezik, hogy megnézze a produkciót. Nini elmondja Miss Jennnek, hogy végleg Kaliforniába költözik. Maddox megkérdezi Ashlynt, hogy tervezi-e, hogy elmondja Big Rednek az új preferenciáit, mielőtt Big Red megerősíti az érzéseit a lány iránt. Emmy elénekli a "This Is Me"-t, miközben önbizalmat gyűjt az előadáshoz. A produkció elkezdődik, mivel élőben közvetítik az interneten. Alex segít Kourtney-nak kezelni a szorongását az este folyamán, mielőtt előadja a "Let It Go"-t. Channing próbálkozásai, hogy kisiklassák a produkciót, csak erősítik az előadást; Corbin elutasítja Channinget, és ragaszkodik hozzá, hogy a forgatás befejeződött. Corbin az előadás után elénekli az "Everyday"-t a stábbal. Egy hónappal később, a dokumentumfilm premierjén a táborozók megdöbbennek azon, ahogyan a képernyőn ábrázolták őket, ami Corbint is meglepi. Ashlyn és a többiek megtudják, hogy Big Red biszexuális. A premier után mindenki megdöbben, és vegyes érzésekkel távozik. E.J. elárulva érzi magát, hogy Ricky érzéseket táplál Gina iránt, amikor a premieren ábrázolt módon randiztak. Gina és Ricky felfedik egymás iránti érzéseiket, és megcsókolják egymást.                               |     |                                                                       |                     |                           |                      |

### 4. évad (2023)
| Sor. | Év. | Cím                                                           | Rendező             | Író                       | Premier            |
| --- | --- | ------------------------------------------------------------- | ------------------- | ------------------------- | ------------------ |
| 23. | 1.  | Szerelmes hangjegyek 4 (High School Musical 4)                | Hisham Abed         | Tim Federle               | 2023. augusztus 9. |
| Gina niután véget vetett kapcsolatának E. J.-vel az édesanyja könyörögve kéri, hogy a tanulmányaira koncentráljon. Ricky arra készül, hogy új barátnőjével kezdje meg a végzős évét az East High-ban, de Gina arra kéri, hogy tartsa titokban a kapcsolatukat. Miss Jenn bejelenti, hogy a musical produkciójuk a High School Musical 3. – Végzősök adaptációja lesz, és Emmy azt tervezi, hogy meghallgatásra megy, miután elsősként beiratkozik az East Highba. Bart Johnson megérkezik az East Highba, hogy bejelentse, hogy a High School Musical 4. – A találkozó az iskolában fogják forgatni, és bemutatja Macket és Danit, a film két tinisztárját. Corbin Bleu bocsánatot kér a Jégvarázs című dokumentumfilmben való részvétele miatt, és Lucas Grabeel és Monique Coleman mellett felajánlja a drámatagozatos diákoknak, hogy statisztaszerepet vállalnak az új filmben. Miss Jenn összetűzésbe kerül Quinnel, a film rendezőjével, és aggódni kezd a produkció jövőjéért. Kourtney kapcsolatot alakít ki Danival, aki azt kéri, hogy Kourtney adjon neki részletes információkat Rickyről. Eközben Gina barátságtalan találkozásba keveredik Mackkel; a férfi azonban váratlanul megkéri, hogy kövesse őt a közösségi médiában.                 |     |                                                               |                     |                           |                    |
| 24. | 2.  | Szerelmes hangjegyek kontra Szerelmes hangjegyek (HSM v. HSM) | Kimberly McCullough | Ilana Wolpert             | 2023. augusztus 9. |
| A színészhallgatók Krystal, a film koreográfusa vezetésével részt vesznek a High School Musical 4. – A találkozó első táncpróbáján. Emmyt kirúgják, mert tiszteletlen volt a rendezővel. Miss Jenn megtudja, hogy az előadótermet elfoglalták a film próbái; a High School Musical 3. című produkció meghallgatásait helyette a drámateremből szervezi. Carlos elfoglaltsága miatt átadja a rendezőasszisztensi feladatokat Emmynek. Ricky és Gina továbbra is titokban tartják a kapcsolatukat, de Ashlyn megfigyeli őket, és rájön a titokra. Gina helyettesíti Danit egy próba során, és intim jelenetet oszt meg Mackkel, amitől Dani fenyegetve érzi magát. Quinnt nem hatja meg Dani színészi képessége, és "kémiai problémát" állapít meg a két tinédzser főszereplő között. Gina házában a színészhallgatók leleplezik a musicalprodukciójuk szereposztási listáját; Ricky és Gina kapja Troy, illetve Gabriella szerepét, de a résztvevő diákok hiánya miatt néhány szerep nem kerül betöltésre. Kourtney észreveszi Gina romantikus feszültségét Mackkel, mielőtt Gina ajánlatot kap Quinntől, hogy helyettesítse Danit a filmben. |     |                                                               |                     |                           |                    |
| 25. | 3.  | Újjászületik a sztár (A Star Is Reborn)                       | Kimberly McCullough | Ann Kim                   | 2023. augusztus 9. |
| Megtörténik a produkció olvasópróbája. Miss Jenn és a színészhallgatók azonnal észreveszik a Ricky és Gina közötti kémiát, amikor előadják a "Can I Have This Dance?" című táncot. Jet és Maddox megérkezik az East Highba; Jetről kiderül, hogy Chadet játssza a musicalben, Maddox pedig elvállalja a diák személyi asszisztens pozícióját a filmben. Gina és a statiszták megkezdik a munkát az első napjukat a film forgatásán. Leforgatják az Alyson Reedet bemutató jelenetet. Maddox és Ashlyn újraélesztik barátságukat, de kínosan viselkednek egymás közelében. Seb elkezd dolgozni a filmben, és Carlos megpróbál kiengesztelődni vele. Mr. Mazzara visszatér az East Highba, és tanácsokkal látja el Rickyt és Kourtney-t a főiskolai jelentkezéssel kapcsolatban. Ezután Miss Jennhez fordul, hogy tanácsot kérjen tőle. Miss Jenn felveszi a kapcsolatot Danival, hogy szerepet ajánljon neki a High School Musical 3. című filmben, és felajánlja, hogy felkészíti a színészi játékra. Mack hamis kapcsolatot javasol Ginának, hogy felkeltse a nyilvánosságot. |     |                                                               |                     |                           |                    |
| 26. | 4.  | Csokit vagy csalok (Trick or Treat)                           | Ann Marie Pace      | Elisabeth Kiernan Averick | 2023. augusztus 9. |
| Egy halloweeni partin Gina azt tervezi, hogy elmondja Rickynek Mack álkapcsolati tervét. Eközben Miss Jenn megkéri Rickyt, hogy mondja meg Ginának, hogy Dani mostantól Gabriellát fogja játszani a musicalben. Gina és Ricky bejelentik a barátaiknak, hogy járnak, de Ricky feldúltan veszi tudomásul, hogy a lány még nem mondta el az anyjának. Miss Jenn Ricky apjával, Mike-kal tölti az éjszakát, de megegyeznek, hogy még az éjszaka vége előtt szakítanak. Ashlyn eljátssza Maddoxnak az új dalt, amit a musicalhez írt, és a pár majdnem csókolózik. Seb elmondja Carlosnak, hogy megcsalta őt, amíg Carlos a táborban volt. Ricky felhívja Ginát, és kéri, hogy tartsanak szünetet a kapcsolatukban. |     |                                                               |                     |                           |                    |
| 27. | 5.  | Felvételik (Admissions)                                       | Ann Marie Pace      | Nneka Gerstle             | 2023. augusztus 9. |
| Ricky meglátogatja E. J.-t a főiskolán, miután aggódik a kapcsolata és a jövője miatt. Ricky kifejezi félelmét, hogy elveszíti a körülötte lévő embereket, E. J. pedig arra biztatja, hogy fogadja el a középiskola utolsó hónapjait, és ragaszkodjon azokhoz, akik fontosak számára. Kourtney is elutazik egy atlantai főiskolára, és kapcsolatba kerül néhány főiskolás diákkal. Az East Highban a musical jövője bizonytalanná válik, amikor Gutierrez igazgató azzal fenyegetőzik, hogy a résztvevők hiánya miatt törli a musicalt. Gina meggyőzi Quinnt, hogy gyorsítsa fel a forgatásokat, hogy Gabriellaként teljes mértékben részt vehessen a produkcióban. Big Red elmondja Ashlynnek, hogy a nyáron megcsalta őt Sebbel, Ashlyn pedig beszámol Big Rednek a Maddoxszal való kapcsolatáról; Ashlyn és Big Red szakítanak. Big Red tájékoztatja Carlost a hírről, ami miatt Carlos csalódott. Gina rájön, hogy még mindig szereti Rickyt, és elmondja az anyjának az iránta érzett érzéseit. Ricky megjelenik Gina házánál; az esőben megcsókolják egymást, és újraindítják a kapcsolatukat. Gutierrez igazgató hivatalosan is törli a musicalt. |     |                                                               |                     |                           |                    |
| 28. | 6.  | Bízz a folyamatban (Trust the Process)                        | Kimberly McCullough | Chandler Turk             | 2023. augusztus 9. |
| Befejeződik a High School Musical 4. – A találkozó forgatása, Gina és Ricky megtudják, hogy a musical produkciót törölték. A színészhallgatók felidézik a drámaklubjuk eredetét. Ashlyn elmeséli, hogyan barátkozott össze Kourtneyval, és hogyan állapodtak meg, hogy mindketten részt vesznek a musicalben. Mr. Mazzara elmeséli első találkozását Miss Jennel és korábbi tapasztalatait egy fiúbandában. Carlos felidézi, hogyan találkozott Miss Jennnel, és hogyan támogatta őt, amikor a szexualitása miatt zaklatták. Seb elárulja, hogy egykor Natalie Bagley-vel járt; ő és Carlos újra összejönnek, és újrakezdik a kapcsolatukat. Gina elmondja, hogy irányíthatatlannak érezte magát, amikor először érkezett az East Highba; először találkozott Rickyvel, és úgy döntött, hogy jelentkezik a musical meghallgatására. Miss Jenn elmeséli, hogyan futott össze Alyson Reeddel egy Wicked meghallgatáson, de ő visszautasította a szerepet, hogy az East Highban taníthasson. Emmy erőt merít egy erőteljes dal elénekléséhez. Ezután Alyson és Bart beleegyeznek, hogy a filmforgatásból származó fizetésüket a színházi programhoz adják, hogy megmentsék a musicalt. Rickyt felveszik a Salt Lake City College-ba, Gina pedig ajánlatot kap. |     |                                                               |                     |                           |                    |
| 29. | 7.  | Az estek estje (The Night of Nights)                          | Kimberly McCullough | Zach Dodes                | 2023. augusztus 9. |
| Quinn következő filmjének, a Rómeó és Júlia adaptációjának sajtótájékoztatóján bejelentették, hogy Gina játssza Júlia főszerepét Mack mellett Rómeó szerepében. Mivel a filmet hat hónapig Új-Zélandon fogják forgatni, Gina arra vágyik, hogy Ricky elmondja neki, hogy szereti. Mr. Mazzara és Miss Jenn is arra készül, hogy a színházi diákokkal együtt részt vegyenek a High School Musical 3. nyitóelőadásán. Az előadás alatt Kourtney megtudja, hogy felvették a Princetoni Egyetemre és a Lewisi Egyetemre. Carlos és Seb közös nyaralást terveznek, Seb pedig felkészül és segít Carlosnak felkészülni az apjával való találkozásra. Miss Jenn ajánlatot kap, hogy játssza Glindát a Wicked országos turnéján. Az első felvonás végén Maddox véletlenül tönkreteszi a nézőtér hangrendszerét. Ricky arra készül, hogy elmondja Ginának, hogy szereti, mielőtt megtudja, hogy Gina a tengerentúlra utazik. |     |                                                               |                     |                           |                    |
| 30. | 8.  | Bátornak született (Born to Be Brave)                         | Tim Federle         | Tim Federle               | 2023. augusztus 9. |
| A musical második felvonása kezdődik, ahol Mr. Mazzara kezeli a hangosítást, E. J. pedig Bolton edzőt alakítja. Ashlyn bevallja Maddox iránti érzéseit, és a két lány megcsókolja egymást. E. J. motiválja Miss Jennt, hogy kövesse álmait a Wicked turnén, Miss Jenn pedig azt javasolja, hogy E. J. legyen tanár. Miss Jenn addig húzza a búcsúzkodást, amíg nem tudja, hogy minden diákja álma teljesült, és végül úgy dönt, hogy az álma az, hogy az East Highban maradjon, és folytassa a tanítást. Ricky bátorítja Ginát, hogy kövesse az álmait, és forgassa le a filmet, de a lány azt kívánja, bárcsak harcolna érte, hogy maradjon. Gina követeli, hogy a filmet Salt Lake Cityben forgassák, hogy a tavaszi musical idejére az East Highban maradhasson, és aláírja a szerződést. Ricky végül bevallja, hogy szereti Ginát. Miss Jenn és Mr. Mazzara úgy döntenek, hogy felhasználják a megmaradt jegyeket Új-Zélandra, és együtt fedezik fel a kapcsolatukat. |     |                                                               |                     |                           |                    |

### Különkiadások
| #  | Cím | Rendező          | Premier                             |
| -- | --- | ---------------- | ----------------------------------- |
| 1. | High School Musical: A musical: A sorozat: Különleges kiadás (High School Musical: The Musical: The Series: The Special) | Clayton Cogswell | 2019. december 14. 2022. június 14. |
| 2. | High School Musical: A musical: Énekeljük együtt (High School Musical: The Musical: The Holiday Special)                 | Tim Federle      | 2020. december 11. 2022. június 14. |